# Gary Jennings
Gary Jennings (Buena Vista, 20 de setembro de 1928 - Pompton Lakes, 13 de fevereiro de 1999) foi um autor estadunidense que escreveu romances infantis e adultos. Em 1980, após o bem-sucedido romance Aztec, ele se especializou em escrever romances de ficção histórica para adultos.

## Biografia
Nascido em 20 de setembro de 1928, em Buena Vista, Virginia, filho de Glen Edward e Vaughnye May Jennings, Gary Jennings cursou uma escola formal depois de se formar na Eastside High School (do filme Lean on Me) em Paterson, Nova Jersey, apesar de ter sido principalmente um autodidata.
Seus romances eram conhecidos por seus detalhes históricos e, ocasionalmente, pelo conteúdo gráfico. Os romances de Jennings são bem pesquisados: ele viveu por 12 anos no México para pesquisar os romances astecas, viajou pelos Bálcãs enquanto pesquisava para a obra Raptor e juntou-se a nove companhias de circo durante a escrita de Spangle. Ele também produziu uma série de romances para leitores mais jovens, como A Rope in the Jungle e uma história do ocultismo Black Magic, White Magic.
Gary Jennings morreu em fevereiro de 1999 em Pompton Lakes, Nova Jersey, aos 70 anos, vítima de insuficiência cardíaca.

### Série asteca
- Aztec (1980) : uma história do império asteca pouco antes e durante a chegada dos espanhóis.
- Aztec Autumn (1997), uma história dos astecas após a conquista espanhola.

Livros adicionais da série (Aztec Blood, 2002; Aztec Rage, 2006; Aztec Fire, 2008, Aztec Revenge, 2012) foram escritos por Robert Gleason, ex-editor de Jennings, e Junius Podrug.

### Romances
- The Terrible Teague Bunch (1975): sobre uma gangue de bandidos do Texas no final do Velho Oeste
- Sow the Seeds of Hemp (1976): sobre um pregador cuspidor de fogo no Mississippi
- The Journeyer (1984): Um relato das viagens de Marco Polo ao Extremo Oriente.
- Spangle (1987): Uma crônica da vida dos artistas de circo. Também lançado em brochura, dividido em uma trilogia: The Road Show, The Center Ring e The Grand Promenade.
- The Lively Lives of Crispin Mobey (por 'Gabriel Quyth') (1988): "Um romance da hilariante crônica das façanhas de um missionário muito zeloso." Principalmente montado a partir de uma série de contos publicados sob o nome real de Jennings na The Magazine of Fantasy and Science Fiction 1972-1979.
- Raptor (1992): Thorn, um hermafrodita, e suas aventuras no mundo pós-romano.

### Para jovens adultos
- March of the Robots: From The Manikins Of Antiquity To The Space Robots Of Tomorrow (1962)
- The Movie Book (1963)
- Parades!: Celebrations and circuses on the march (1966)
- The Teenager's Realistic Guide to Astrology (1971)
- The Shrinking Outdoors (1972)
- The Killer Storms: Hurricanes, Typhoons, and Tornadoes (1974)
- Black Magic, White Magic (1975)
- March of the Heroes: The folk hero through the ages (1975)
- March of the Gods (1976)
- The Rope in the Jungle (a novel) (1976)
- March of the Demons (1977)

### Para leitores pré-escolares
- The Earth Book (1975)

### Não ficção
- Personalities of Language (1965)
- World of Words: The Personalities of Language (1967)
- The Treasure of the Superstition Mountains (1973)